# Matjaž Erčulj
Matjaž Erčulj (* 28. Februar 1977) ist ein slowenischer Poolbillardspieler.

## Karriere
Im Juli 2002 erreichte Matjaž Erčulj bei der 9-Ball-Weltmeisterschaft und bei den IBC Tour Holland Open den 33. Platz. 2005 wurde er bei der Europameisterschaft Dritter im 8-Ball.
Bei den Italy Open sowie den Swiss Open 2007 erreichte Erčulj das Achtelfinale. Im November desselben Jahres unterlag er bei der 9-Ball-WM in der Runde der letzten 64 dem Deutschen Harald Stolka, bei den Costa del Sol Open im Dezember schied er im Sechzehntelfinale aus. Nachdem er 2008 zunächst bei den French Open und den Austrian Open jeweils auf den 17. Platz gekommen war, wurde Erčulj bei der EM Siebzehnter im 9-Ball und belegte den 49. Platz im 8-Ball. Im Oktober 2008 schied er sieglos in der Vorrunde der 10-Ball-Weltmeisterschaft aus.
Im März 2009 erreichte Erčulj das Achtelfinale der Italy Open, unterlag dort jedoch dem Portugiesen Pedro Fonseca. Wenige Wochen später kam er bei der Europameisterschaft nicht über den 49. Platz im 8-Ball hinaus. Bei der 10-Ball-WM schied er im November erneut sieglos aus.
Bei der EM 2010 erreichte Erčulj im 14/1 endlos und im 10-Ball das Sechzehntelfinale, schied aber gegen Nikos Ekonomopoulos beziehungsweise Nick van den Berg aus. 2011 gelang ihm der Einzug in die Runde der letzten 32 im 8-Ball sowie im 9-Ball. Dort folgten jedoch Niederlagen gegen Nick van den Berg und Stephan Cohen. Bei der EM 2013 erreichte er das Sechzehntelfinale im 8-Ball, verlor jedoch gegen den Portugiesen Rui Franco. Im 9-Ball sowie im 10-Ball kam Erčulj auf den 33. Platz.
Erčulj wurde bislang 15-mal Slowenischer Meister.
2010 bildete Erčulj gemeinsam mit Matej Sulek das slowenische Team beim World Cup of Pool. Sie schieden jedoch bereits in der ersten Runde gegen die Japaner Naoyuki Ōi und Tōru Kuribayashi aus.